# Муцу (провінція)
Прові́нція Му́цу (яп. 陸奥国 муцу но куні, «країна Муцу»; 【奥州】 — осю, «провінція Муцу») — історична провінція Японії у регіоні Тохоку. Відповідає сучасним префектурам Фукушіма, Міяґі, Івате, Аоморі, а також північно-східній частині префектури Акіта, включаючи міста Кадзуно і Косака.

## Короткі відомості
Віддавна на цих територіях проживало автохтонне населення — прото-айнські племена еміші. У 6 столітті, з приходом до цього регіону яматосців, на південних землях еміші було утворене ряд японських фортпостів. У 7 столітті вони були об'єднані у провінцію Муцу, кордони якої поступово розширялися напівніч, разом із яматоською колонізацією.
У 8 столітті північна межа провінції Муцу збігалася з північним кордоном сучасної Міяґі. На її території було утворено пацифікаційну адміністрацію, завданням якої було проведення асиміляції та придушення бунтів підкорених еміші. Провінція Муцу давала японцям золото, шкіру і коней, тому центральна влада докладала чимало зусиль для її подальшого освоєння. На кінець 9 століття японці захопили увесь регіон Тохоку, що дало змогу встановити постійний кордон провінції Муцу, який зберігався до кінця 19 століття.
Незважаючи на завершення колонізації, у регіоні тривалий час спалахували повстання. Їх лідерами були переважно пацифіковані роди емішійських вождів, які тримали владу на місцях. Найбільші бунти сталися у 1051—1062 та 1083—1089 роках. Хоча вони були придушені, японці зазнали відчутних втрат. Крах курсу колонізації руками колонізованих змусив японську владу жорсткіше взятися за провінцію Муцу. Її новим володарем було призначено рід «Північних» Фудзівара. Останній зміг навести порядок у провінції, але, фактично, унезалежнився від центрального уряду покладаючись на природні ресурси регіону і свою військову міць. Столична влада рахувалася з цим, за умови сплати Фудзіварою данини і податків.
У 1189 році рід «Північних» Фудзівара було знищено силами Камакурського шьоґунату. Новим повелителем провінції Муцу став рід Ходзьо. Завдяки торгівлі ресурсами регіону він отримав величезні багатства, що дозволило йому захопити реальну владу у шьоґунаті.
У 14-16 століттях провінція Муцу була поділена на десятки володінь самурайських родів, які вели постійну війну між собою. Найвідомішими з них були родини Моґамі, Дате, Уесуґі, Намбу та інші.
У період Едо (1603—1867) роздрібненість провінції Муцу була закріплена шьоґунами Токуґава. Найбільші володіння хан контролювали роди Дате, Нанбу і Мацудайра.
У 1868 році у результаті адміністративної реформи провінція Муцу була поділена на 5 провінцій — власне Муцу (陸奥国), Рікутю (陸中国, «середнє Муцу»), Рікудзен (陸前国, «переднє Муцу»), Івашіро (岩代国) та Івакі (磐城国). На основі двох останніх у 1871 році була утворена префектура Фукушіма. У 1872 році Рікутю була перетворена префектуру Івате, Рікудзен — на префектуру Міяґі, а Муцу — на префектуру Аоморі.

## Повіти
| - Адаті 安達郡 - Асака 安積郡 - Ватарі 亘理郡 - Есаші 江刺郡 - Іваі 磐井郡 - Івакі 磐城郡 - Івасе 磐瀬郡 - Іґу 伊具郡 - Ірома 色麻郡 - Ісава 胆沢郡 - Ісава 膽沢郡 - Шібата 柴田郡 - Шінеха 標葉郡 | - Шінобу 信夫郡 - Шіракава 白河郡 - Кайдзу 会津郡 - Камі 賀美郡 - Катта 刈田郡 - Кесен 気仙郡 - Кікута 菊田郡 - Куріхара 栗原郡 - Курокава 黒川郡 - Міяґі 宮城郡 - Моно 桃生郡 - Наґаока 長岡郡 - Намеката 行方郡 | - Наторі 名取郡 - Ніїта 新田郡 - Ода 小田郡 - Оонума 大沼郡 - Ошіка 牡鹿郡 - Шіда 志太郡 - Тамацукурі 玉造郡 - Томе 登米郡 - Тоода 遠田郡 - Уда 宇多郡 - Яма 耶麻郡 |

### Повітиперіоду Мейджі
- Кіта 北郡
- Нінохе 二戸郡
- Саннохе 三戸郡
- Цуґару 津軽郡